# Imouzzer
Pour les articles homonymes, voir Imouzzer (homonymie).
Imouzzer (forme officielle en français), ou Imouzzer des Ida-Outanane (en berbère : Imuzzar n Id aw Tanan), est une commune rurale de la préfecture d'Agadir Ida-Outanane, dans la région de Souss-Massa, au Maroc. Elle a pour chef-lieu un village du même nom[réf. nécessaire].
Elle est réputée pour ses cascades, spectaculaires les années humides, ses amandes et son miel légèrement poivré.

## Toponymie
Imouzzer (en graphie amazighe latine : imuzzar) est le pluriel du mot "amazzer" qui signifie cascade en langue berbère, tandis que les Ida Outanane sont une confédération berbère du Souss. Imuzzar n Id aw Tanan signifie donc « Cascades des Ida Outanane ».

## Géographie
La commune d'Imouzzer est perchée à 1 160 mètres d’altitude, dans le Sud-Ouest marocain, à 60 km au nord-est d'Agadir.
Son centre, aux maisons blanches, domine une large vallée occupée par une palmeraie de montagne.

## Historique
La commune d'Imouzzer, créée en 1959, fait partie des 801 premières communes formées lors du premier découpage communal qu'a connu le Maroc. Elle se trouvait dans la province d'Agadir, précisément dans le cercle d'Inezgane.

## Démographie
Elle a connu, de 2004 à 2014 (années des derniers recensements), une baisse de population, passant de 6 351 à 5 402 habitants,.
|      | Population totale | Ménages | Population urbaine | Population rurale | Étrangers |
| 1960 | 8 879             | -       | 0                  | 8 879             | -         |
| 1971 | 9 898             | -       | 0                  | 9 898             | -         |
| 1982 | 9 982             | 1 883   | 0                  | 9 982             | 0         |
| 1994 | 6 370             | 1 142   | 0                  | 6 370             | 0         |
| 2004 | 6 351             | 1 153   | 0                  | 6 351             | 0         |
| 2014 | 5 402             | 1 110   | 0                  | 5 402             | 0         |

## Administration et politique
La commune rurale d'Immouzer est le chef-lieu du caïdat d'Immouzer, lui-même situé au sein du cercle d'Agadir-Atlantique,.

## Patrimoine et culture
Immouzer est le centre de la confédération des Ida-Outanane, tribus amazighes installées sur les hauts plateaux dominant la mer, à l'extrême ouest du Haut Atlas. En 1811, James Grey Jackson décrivait ceux qu'il appelait les Eda utenan comme des « Chleuhs (Shelluhs) intrépides et guerriers ».
Chaque année, au mois d'août, a lieu à Imouzzer le moussem  du Miel.